# Episodi di Duel Masters 1.5

Il logo della serie

Duel Masters 1.5 (in originale Duel Masters Sacred Lands) è stato trasmesso in America dal 26 marzo 2005 al 17 giugno 2006 su Cartoon Network per un totale di 39 episodi, mentre in Italia è andato in onda dal 1º ottobre 2005 al 15 febbraio 2006 sull'edizione italiana di Cartoon Network con i titoli Duel Masters 1.5 per i primi 26 episodi e Duel Masters 2.0 per i successivi.
Questa stagione non è mai stata pubblicata in Giappone ma solo in America ed in Europa. Inoltre nessuno degli eventi di questa serie viene mai menzionato durante Duel Masters Charge o nelle serie successive, perciò non è da ritenersi canonica fino all'episodio 26 in quanto le precedenti puntate fungono da filler. Gli episodi che vanno dal numero 27 al 39 invece presentano la trama dei primi 26 episodi di Charge che sono stati adattati unendo ogni due episodi in uno univoco portando così il numero a 13. Sia nella versione statunitense che in quelle europee, compresa quella italiana, è stata mantenuta la sigla Duel Masters, già utilizzata nella precedente stagione ma con immagini differenti.
Shobu trova il vecchio diario che apparteneva a suo padre e comincia un viaggio per seguire le sue orme, in modo da recuperare il suo "mojo" ed anche per diventare un migliore duellante Kaijudo. Nel suo cammino si farà nuovi amici ed affronterà i P.L.O.O.P., un gruppo di malvagi con il potere di controllare potenti creature grazie ad un amuleto oscuro, che vogliono utilizzare per conquistare sia il mondo dei mostri che quello degli umani. Shobu ed i suoi amici partono per quest'avventura per fermarli e per sigillare i portali che conducono alla dimensione parallela.

## Lista episodi
| Nº                            | Titolo inglese - Traduzione letterale                                                 | In onda           | In onda          |
| Nº                            | Titolo inglese - Traduzione letterale                                                 | USA               | Italiano         |
| Duel Masters 1.5 (26 episodi) |                                                                                       |                   |                  |
| 1                             | 「Atta Boy, George」 – "Forza, George!"                                               | 26 marzo 2005     | 1º ottobre 2005  |
| 2                             | 「Break On Through to the Other Side」 – "Oltrepassa l'altra sponda"                  | 2 aprile 2005     | 2005             |
| 3                             | 「The Duel Goes Ever, Ever On」 – "Il duello continua, sempre e comunque"             | 9 aprile 2005     | 2005             |
| 4                             | 「Enemy, Mine」 – "Nemico mio"                                                        | 16 aprile 2005    | 2005             |
| 5                             | 「Win, Lose, or Draw」 – "Vincere, perdere o pareggiare"                              | 23 aprile 2005    | 2005             |
| 6                             | 「Go Towards the Light」 – "Dirigersi verso la luce"                                  | 30 aprile 2005    | 2005             |
| 7                             | 「The Lights Are on But Nobody's Home」 – "Le luci sono accese ma nessuno è in casa"  | 7 maggio 2005     | 2005             |
| 8                             | 「If Ever A Quiz There Was」 – "Se mai c'è stato un quiz"                             | 21 maggio 2005    | 2005             |
| 9                             | 「Wanted: Duel or Alive」 – "Ricercato: Vivo o a duello"                              | 28 maggio 2005    | 2005             |
| 10                            | 「Water You Waiting For?」 – "Che acqua aspetti?"                                     | 4 giugno 2005     | 2005             |
| 11                            | 「Nature Calls, Part 1」 – "La natura chiama (prima parte)"                           | 11 giugno 2005    | 2005             |
| 12                            | 「Nature Calls, Part 2」 – "La natura chiama (seconda parte)"                         | 18 giugno 2005    | 2005             |
| 13                            | 「All Natural」 – "Tutta natura"                                                      | 12 agosto 2005    | 2005             |
| 14                            | 「Tournament Is Fair Play」 – "Il torneo si basa sul fair play"                       | 24 settembre 2005 | 2005             |
| 15                            | 「In Deep Duel Duel」 – "Nel duello più profondo"                                     | 8 ottobre 2005    | 2005             |
| 16                            | 「The Overlook Hotel」 – "L'hotel dimenticato"                                        | 10 ottobre 2005   | 2005             |
| 17                            | 「Desert Storm」 – "Tempesta nel deserto"                                             | 15 ottobre 2005   | 2005             |
| 18                            | 「Wonderfalls」 – "Cascate meravigliose"                                              | 29 ottobre 2005   | 2005             |
| 19                            | 「Creatures Of The Night」 – "Creature della notte"                                   | 5 novembre 2005   | 2005             |
| 20                            | 「Quest for Fire」 – "La ricerca del fuoco"                                           | 3 dicembre 2005   | 2005             |
| 21                            | 「Deck Me Baby, One More Time」 – "Ancora un deck, baby"                              | 10 dicembre 2005  | 2005             |
| 22                            | 「One For The Mana, Duel For The Show」 – "Uno per il mana, duello per lo spettacolo" | 17 dicembre 2005  | 2005             |
| 23                            | 「Do That Duel You Duel So Well」 – "Fai quel duello che sai fare così bene"          | 7 gennaio 2006    | 2005             |
| 24                            | 「Boy Meets Duel」 – "Quando il ragazzo incontra il duello"                           | 14 gennaio 2006   | 2005             |
| 25                            | 「Man In The Mirror」 – "L'uomo nello specchio"                                       | 21 gennaio 2006   | 2005             |
| 26                            | 「Who Turned Out All The Lights」 – "Chi ha spento tutte le luci?"                    | 28 gennaio 2006   | 2005             |
| Duel Masters 2.0 (13 episodi) |                                                                                       |                   |                  |
| 27                            | 「SHOwdown!」 – "Lo SHOw finale!"                                                     | 4 febbraio 2006   | 30 gennaio 2006  |
| 28                            | 「Babytalk」 – "Il linguaggio dei bebè"                                               | 11 febbraio 2006  | 31 gennaio 2006  |
| 29                            | 「Fourscore」 – "Quattro su quattro"                                                  | 18 febbraio 2006  | 1º febbraio 2006 |
| 30                            | 「Frotime」 – "Momento afro"                                                          | 25 febbraio 2006  | 2 febbraio 2006  |
| 31                            | 「Duelusional」 – "Duello delirante"                                                  | 4 marzo 2006      | 3 febbraio 2006  |
| 32                            | 「Duel-ercise」 – "Duello di allenamento"                                             | 11 marzo 2006     | 6 febbraio 2006  |
| 33                            | 「Triple-Threat」 – "Tripla minaccia"                                                 | 29 aprile 2006    | 7 febbraio 2006  |
| 34                            | 「Surprise!」 – "Sorpresa!"                                                           | 6 maggio 2006     | 8 febbraio 2006  |
| 35                            | 「Cheatery」 – "Barare"                                                               | 13 maggio 2006    | 9 febbraio 2006  |
| 36                            | 「Makeover」 – "Trasformazione"                                                       | 20 maggio 2006    | 10 febbraio 2006 |
| 37                            | 「Switcharoo」 – "Ribaltamento"                                                       | 27 maggio 2006    | 13 febbraio 2006 |
| 38                            | 「Creeptastic」 – "Spaventastico"                                                     | 10 giugno 2006    | 14 febbraio 2006 |
| 39                            | 「Finalitousness」 – "Finalissima"                                                    | 17 giugno 2006    | 15 febbraio 2006 |